# Forte do Açougue (Ponta Delgada)
O Forte do Açougue localizava-se na cidade e concelho de Ponta Delgada, a sudeste da ilha de São Miguel, nos Açores.
Em posição dominante sobre este trecho do litoral, constituiu-se em uma fortificação destinada à defesa deste ancoradouro contra os ataques de piratas e corsários, outrora frequentes nesta região do oceano Atlântico. Cruzava fogos com o Forte de São Brás de Ponta Delgada e o Forte de São Pedro.

## História
Ao final do século XVIII, a Relação dos Castelos e mais Fortes da Ilha de S. Miguel do seu estado do da sua Artelharia, Palamentas, Muniçoens e do q.' mais precizam, pelo major engenheiro João Leite de Chaves e Melo Borba Gato, informava:
"Forte do Açougue - Na cid.e fronteiro ao Porto d'Alfandega, e q.' o defende com tiros rectilinios, conserva-se em bom estado, menos o portão: tem 6 canhoneiras, 4 de frente, e 2 de flanco p.a cruzar o seu fogo com o do Castello; no cazo de investirem o Portinho q.' fica a Leste do Castello / a q.' vulgarm.e chamão o arial / e q.' no t.o do Conde da Rib.a foi hu' bo'surgidouro p.a navios pequenos, porem hoje esta entulhado com pedras de lastro de navios, q.' nelle deitarão por evitar transportes: tem só 2 peças de bronze da camara em bom estado, e optimas para a defença do lug.r, porem as caretas velhas: os seus calibres e o das mais se vem no mapa."
Esta estrutura não chegou até aos nossos dias. No seu local ergue-se hoje a filial do Banco Espírito Santo.

## Características
Constituiu-se em um forte de pequenas dimensões, em cujos muros se rasgavam seis canhoneiras. Não foram localizados detalhes complementares sobre as suas edificações de serviço (Casa do Comando, Quartel de Tropa, Paiol de Pólvora) ou sua evolução.